# Басово (Желєзногорський район)
Басово (рос. Басово) — присілок в Желєзногорському районі Курської області Російської Федерації.
Населення становить 73 особи. Входить до складу муніципального утворення Басівська сільрада.

## Історія
Населений пункт розташований на території українського етнічного та культурного краю Східна Слобожанщина.
Від 2004 року входить до складу муніципального утворення Басівська сільрада.

## Населення
| 1862 | 1883 | 1905 | 1979 | 2002 | 2010 |
| ---- | ---- | ---- | ---- | ---- | ---- |
| 322  | ↗484 | ↗538 | ↘85  | ↘64  | ↗73  |